# Liste de films français sortis dans les années 1950
Voici la liste des films du cinéma français des années 1950. Ces films appartiennent à l'Histoire du cinéma français. Il s'agit d'une liste non exhaustive.

## 1950
- Le 84 prend des vacances de Léo Joannon
- La Beauté du diable de René Clair
- Black Jack de Julien Duvivier et José Antonio Nieves Conde
- Le Château de verre de René Clément
- Les derniers jours de Pompéi de Marcel L'Herbier
- Dieu a besoin des hommes de Jean Delannoy
- Les Enfants terribles de Jean-Pierre Melville
- Fusillé à l'aube de André Haguet
- Ils ont vingt ans de René Delacroix
- Justice est faite de André Cayatte
- La Marie du port de Marcel Carné
- Manèges de Yves Allégret
- Maria Chapdelaine de Marc Allégret
- Miquette et sa mère de Henri-Georges Clouzot
- Nous irons à Paris de Jean Boyer
- Orphée de Jean Cocteau
- Quai de Grenelle d'Emil-Edwin Reinert
- La Ronde de Max Ophüls
- Souvenirs perdus de Christian-Jaque
- Le Traqué de Frank Tuttle et Borys Lewin
- Trois Télégrammes de Henri Decoin
- Un homme marche dans la ville de Marcello Pagliero

## 1951
- Seul dans Paris de Hervé Bromberger
- L'Aiguille rouge de Emil-Edwin Reinert
- L'Auberge rouge de Claude Autant-Lara
- Bim le petit âne de Albert Lamorisse
- Casque d'Or de Jacques Becker
- Descendez, on vous demande de Jean Laviron
- Les Deux Gamines de Maurice de Canonge
- Édouard et Caroline de Jacques Becker
- L'Étrange Madame X de Jean Grémillon
- Le Garçon sauvage de Jean Delannoy
- Identité judiciaire de Hervé Bromberger
- Journal d'un curé de campagne de Robert Bresson
- Juliette ou la Clé des songes de Marcel Carné
- Knock de Guy Lefranc
- Les miracles n'ont lieu qu'une fois d'Yves Allégret
- Monsieur Leguignon lampiste de Maurice Labro
- Olivia de Jacqueline Audry
- Le Passe-Muraille de Jean Boyer
- Le Petit Monde de don Camillo de Julien Duvivier
- La Poison de Sacha Guitry
- Tapage nocturne de Marc-Gilbert Sauvajon
- La Vérité sur Bébé Donge de Henri Decoin

## 1952
- Fanfan la Tulipe de Christian-Jaque
- Jeux interdits de René Clément
- La Minute de vérité de Jean Delannoy
- Nez de cuir d'Yves Allégret
- Nous sommes tous des assassins de André Cayatte
- Le Plaisir de Max Ophüls
- Les Sept Péchés capitaux de Eduardo De Filippo, Jean Dréville, Yves Allégret, Carlo Rim, Roberto Rossellini,Claude Autant-Lara et Georges Lacombe
- Trois Femmes de André Michel
- Le Trou normand de Jean Boyer
- Une enfant dans la tourmente de Jean Gourguet

## 1953
- L'Appel du destin de Georges Lacombe
- Le Bon Dieu sans confession de Claude Autant-Lara
- La Dame aux camélias de Raymond Bernard
- Les Amants de minuit de Roger Richebé
- Dortoir des grandes d’Henri Decoin
- Le Gang des pianos à bretelles de Gilles de Turenne
- Le Guérisseur, de Yves Ciampi
- Julietta de Marc Allégret
- Madame de... de Max Ophüls
- La Maison du silence (La voce del silenzio) de Georg-Wilhelm Pabst
- Minuit quai de Bercy de Christian Stengel
- Moineaux de Paris de Maurice Cloche
- La Pocharde de Georges Combret
- Quand tu liras cette lettre de Jean-Pierre Melville
- Le Retour de don Camillo de Julien Duvivier
- La Route Napoléon de Jean Delannoy
- Le Salaire de la peur de Henri-Georges Clouzot
- Thérèse Raquin de Marcel Carné
- Les Vacances de monsieur Hulot de Jacques Tati

## 1954
- Ah ! les belles bacchantes de Jean Loubignac
- L'Air de Paris de Marcel Carné
- Le Blé en herbe de Claude Autant-Lara
- Le Comte de Monte-Cristo de Robert Vernay
- Destinées de Jean Delannoy
- Monsieur Ripois de René Clément
- Le Mouton à cinq pattes de Henri Verneuil
- Obsession de Jean Delannoy
- Raspoutine de Georges Combret
- Le Rouge et le Noir de Claude Autant-Lara
- Secrets d'alcôve de Jean Delannoy
- Si Versailles m'était conté… de Sacha Guitry

## 1955
- L'Amant de lady Chatterley de Marc Allégret
- Chiens perdus sans collier de Jean Delannoy
- Les Chiffonniers d'Emmaüs de Robert Darène
- French Cancan de Jean Renoir
- Futures Vedettes de Marc Allégret
- La Grande Bagarre de don Camillo de Carmine Gallone
- Interdit de séjour de Maurice de Canonge
- Lola Montès de Max Ophüls
- Nagana de Hervé Bromberger
- Nana de Christian-Jaque
- Pas de coup dur pour Johnny de Émile Roussel
- Plus de whisky pour Callaghan de Willy Rozier
- Quatre Jours à Paris de André Berthomieu
- Razzia sur la chnouf de Henri Decoin
- Si Paris nous était conté de Sacha Guitry

## 1956
- Bob le flambeur de Jean-Pierre Melville
- Cela s'appelle l'aurore de Luis Buñuel
- Le Chanteur de Mexico de Richard Pottier
- Crime et Châtiment de Georges Lampin
- Des gens sans importance de Henri Verneuil
- Du rififi chez les hommes de Jules Dassin
- Elena et les Hommes de Jean Renoir
- En effeuillant la marguerite de Marc Allégret
- Et Dieu… créa la femme de Roger Vadim
- Gervaise de René Clément
- Goubbiah, mon amour de Robert Darène
- Maigret dirige l'enquête de Stany Cordier
- Marguerite de la nuit de Claude Autant-Lara
- Michel Strogoff de Carmine Gallone
- Le Monde du silence de Jacques-Yves Cousteau et Louis Malle
- Le Mystère Picasso de Henri-Georges Clouzot
- Le Pays d'où je viens de Marcel Carné
- Le Sang à la tête de Gilles Grangier
- Toute la ville accuse de Claude Boissol
- La Traversée de Paris de Claude Autant-Lara
- Un condamné à mort s'est échappé de Robert Bresson
- Voici le temps des assassins de Julien Duvivier

## 1957
- L'amour est en jeu de Marc Allégret
- Amour de poche de Pierre Kast
- Bonsoir Paris, bonjour l'amour de Ralph Baum
- Le Chômeur de Clochemerle de Jean Boyer
- Deuxième Bureau contre inconnu de Jean Stelli
- Donnez-moi ma chance de Léonide Moguy
- La Tour, prends garde ! de Georges Lampin
- Les Espions de Henri-Georges Clouzot
- Jusqu'au dernier de Pierre Billon
- Mademoiselle et son gang de Jean Boyer
- Miss Catastrophe de Dimitri Kirsanoff
- Nuits blanches (Le Notti bianche), de Luchino Visconti
- Pot-Bouille de Julien Duvivier
- Quand la femme s'en mêle de Yves Allégret
- Sénéchal le magnifique de Jean Boyer
- SOS Noronha de Georges Rouquier
- Sylviane de mes nuits de Marcel Blistène
- Les trois font la paire de Sacha Guitry
- Typhon sur Nagasaki de Yves Ciampi
- Une manche et la belle de Henri Verneuil

## 1958
- Les Amants de Louis Malle
- Ascenseur pour l'échafaud de Louis Malle
- Cargaison blanche de Georges Lacombe
- Chaque jour a son secret de Claude Boissol
- Christine de Pierre Gaspard-Huit
- En cas de malheur de Claude Autant-Lara
- Le Gorille vous salue bien de Bernard Borderie
- Le Joueur de Claude Autant-Lara
- Madame et son auto de Robert Vernay
- Maigret tend un piège de Jean Delannoy
- Maxime de Henri Verneuil
- Le Miroir à deux faces de André Cayatte
- Les Misérables de Jean-Paul Le Chanois
- La Môme aux boutons de Georges Lautner
- Mon oncle de Jacques Tati
- Ni vu, ni connu de Yves Robert
- Rafles sur la ville de Pierre Chenal
- Rapt au Deuxième Bureau de Jean Stelli
- Sérénade au Texas de Richard Pottier
- Sois belle et tais-toi de Marc Allégret
- Sursis pour un vivant de Víctor Merenda
- Les Tricheurs de Marcel Carné
- Un drôle de dimanche de Marc Allégret
- Une balle dans le canon de Michel Deville et Charles Gérard
- Une histoire d'eau de Jean-Luc Godard et François Truffaut
- La Vie à deux de Clément Duhour

## 1959
- À double tour de Claude Chabrol
- Les Affreux de Marc Allégret
- Des femmes disparaissent de Édouard Molinaro
- Deux Hommes dans Manhattan de Jean-Pierre Melville
- Douze Heures d'horloge de Géza von Radványi
- Les Dragueurs de Jean-Pierre Mocky
- Du rififi chez les femmes de Alex Joffé
- Hiroshima, mon amour de Alain Resnais
- Le Beau Serge de Claude Chabrol
- Le Bossu de André Hunebelle
- Les Cousins de Claude Chabrol
- Les Étoiles de midi de Marcel Ichac
- La fièvre monte à El Pao de Luis Buñuel
- Le Grand Chef de Henri Verneuil
- Guinguette de Jean Delannoy
- La Jument verte de Claude Autant-Lara
- Marche ou crève de Georges Lautner
- Les Naufrageurs de Charles Brabant
- Pantalaskas de Paul Paviot
- Pickpocket de Robert Bresson
- Les Quatre Cents Coups de François Truffaut
- Toi, le venin de Robert Hossein
- Tu es Pierre de Philippe Agostini
- Un témoin dans la ville de Édouard Molinaro
- La Vache et le Prisonnier de Henri Verneuil
- Vous n'avez rien à déclarer ? de Clément Duhour